# Александър Томов (политик)
Вижте пояснителната страница за други личности с името Александър Томов.
Александър Трифонов Томов е български университетски преподавател, политик и бизнесмен, вицепремиер на България в периода 22 декември 1990 – 8 ноември 1991 г.

## Биография
Роден е на 27 април 1954 г. във Владимирово (област Монтана). Завършва  висше образование във ВИИ „Карл Маркс“, сега УНСС и Икономическия университет в Санкт Петербург.

## Академична кариера
От 1979 г. до 1985 г. е редовен асистент във Висшия икономически институт – София. От 1986 г. е последователно асистент, главен асистент, доцент и професор по политология и политикономия във Философски факултет на СУ „Св. Климент Охридски“.
Като професор в катедра „Политология“ Александър Томов има три основни лекторски курса - по „Сравнителна политикономия“, „Държавни регулации в модерните демократични общества“ и „Международна политикономия“. В рамките на магистърските програми е курсът лекции по „Международна политикономия“ (на български и английски език).
Проф. Александър Томов е изнасял лекции в университети и учебни заведения във Великобритания, Австрия, Русия, Гърция, Италия, САЩ и други страни.
Дългогодишен член е на Световната федерация за изследване на бъдещето, а през периода 1992 – 1998 г. е член на нейното ръководство. От 1994 до 1997 г. е директор (ex-office) в Института за проучвания Изток – Запад в Ню Йорк (East – West Studies Institute).
През 2015 г. Александър Томов, заедно с група български учени в областта на макроикономиката и финансите, създават ”Институт за ново икономическо мислене”, по подобие и продължение на този в Ню Йорк и ТНК център в Париж. Основната цел е разработване на авангардни макроикономически анализи, свързани с актуалните световни, регионални и национални икономически и политикономически проблеми и предизвикателства.

### Трудове
Автор е на седем монографии, пет големи изследователски проекта и десетки научни статии. Сред монографиите са:
- Социализъм и самоуправление (1989 г.);
- Четвъртата цивилизация (1996 г.)
- Оптимистична теория за България (2005 г.)
- Новата демократична държава. След Д. Кейнс и М. Фридмън (2011 г.).
- Новите глобални сили и Европа
- Геополитически последствия след падането на Берлинската стена (1990 – 1991 г.) (Лаборатория за изследване на политическия живот на българина)
- Структурни промени в системата за национална сигурност на България (1992 – 1993 г.) (по поръчка на Президента на Република България д-р Жельо Желев)
- Алтернативни модели за Източна Европа (Alternative futures for Eastern Europe 1991 – 1992). Съвместно с World futures studies federation.
- Система за минимално почасово заплащане на труда (1999 – 2000 г.). Внесена като проекто-закон в Народното събрание на Република България
- Алтернативна система за финансиране на българското здравеопазване (2005 – 2011 г.). Внесена като проектозакон в Народното събрание
На английски език са преведени неговата монография „Четвъртата цивилизация“ и „Новата демократична държава. След Джон Кейнс и Милтън Фридмън“. Негови доклади и статии са публикувани в документи на Пъгуошката конференция (1992 г.), в сборници и издания на Световната ференция за изследване на бъдещето. Той е съставител и отговорен редактор на юбилейния сборник „Политика и демокрация“, посветен на 30-годишнината от създаването на българската политология.
Книгата му „Оптимистична теория за България“ е отличена с първа награда за политическа публицистика за 2005 г. „Новата демократична държава“.

## Политическа кариера
На 2 декември 1989 г. – 3 седмици след свалянето на Тодор Живков, по инициатива на Александър Томов се създава политическо движение Демос, което се обявява за социалдемократизиране на БКП и за дълбоки реформи в страната. В движението влизат интелектуалци, учени и младежи.

### БСП и ГОР
През юни 1990 г. А. Томов е избран за мажоритарен депутат от листата на БСП във Великото народно събрание от 74 едномандатен район в област Монтана. Непосредствено участва в изготвянето на първите демократични закони и на новата Конституция на Република България.
През октомври 1990 г. Томов, заедно с други представители на неформални движения в БСП, е избран за член на нейното ръководство. През януари – февруари 1991 е изготвен Доклад на ВС на БСП за разкриване на деформациите в комунистическото управление и за отхвърляне на порочните му практики. Консервативните сили в БСП отричат доклада и по този начин прикриват злоупотребите.
През декември 1990 г. става член на коалиционното правителство на Д. Попов и заместник-председател на Министерския съвет. Заедно с Иван Костов, Димитър Луджев, Матей Матеев, Ив. Пушкаров, Ат. Папаризов и др., извършват либерализация на цените и започват преход към европейски модел на икономическо развитие.
През януари 1991 г. Александър Томов е избран за заместник-председател на Съвета за икономическа взаимопомощ и като такъв участва активно в работната група по ликвидацията му. През юни 1991 г., по пълномощие на правителството, Александър Томов подписва закриването на СИВ на последната му сесия в Будапеща, Унгария. Заедно със закриването на Варшавския договор, подписано същия месец от президента Жельо Желев, България променя радикално геополитическата си ориентация и открива своя път към Европа.
Под негово ръководство се консервира площадката на АЕЦ-Белене и се подписва първото споразумение с Европейската комисия за осигуряване на средства за енергийна безопасност на АЕЦ-Белене.
През есента на 1991 г., след изборите за парламент и започване на дейността на новото правителство на Филип Димитров, за първи път се формира „правителство в сянка“ с ръководител Александър Томов. През лятото на 1992 г. Александър Томов критикува Жан Виденов за отказ от социалдемократизация на БСП и завой към неокомунистически политики и практики. След остър политически сблъсък, БСП закрива „кабинета в сянка“.
През април 1993 г. на своето заседание на ВИС, БСП приема икономическата платформа, свързана с контрол върху цените и отказ от реформи и приватизация, както и ретроградна политика по отношение на финансите и банките. Александър Томов се разграничава от тези решения и през май 1993 г. обявява началото на ново политическо движение Гражданско обединение за републиката (ГОР). На 31 май 1993 г. ГОР официално започва своята дейност и е подкрепен от интелектуалци като Въло Радев, Генчо Стоев, Андрей Пантев, Огнян Минчев, Георги Карасимеонов.
След обявяване на социалдемократическата програма и подписването на коалиция за стратегическо партньорство с историческата социалдемократическа партия на д-р Петър Дертлиев, ГОР официално се утвърждава като лявоцентристка политическа организация с евроатлантическа ориентация и решава да прерасне от движение в партия.

### Българска евролевица
По инициатива на Александър Томов, през февруари 1997 г. ГОР прераства в партия и приема името Българска евролевица. С това новата партия подчертава своята евроатлантическа ориентация и принадлежността си към семейството на европейската социалдемокрация. През пролетта на 1997 г. Александър Томов и Българската евролевица подкрепят въвеждането на Валутен борд. След изборите за парламент през април 1997 г., Александър Томов е избран за депутат в XXXVIII народно събрание с листата на коалиция Евролевица и е неин съпредседател. Участва в парламентарната Комисия по бюджет, финанси и финансов контрол.
През периода 1997 – 2001 г. под ръководството на Александър Томов е разработена алтернативна концепция за реформи в българското здравеопазване и законопроект за минимално почасово заплащане на труда. Участва в подготовката на 37 нови законопроекта и приемането на повече от 20 закона.
През 1998 г. е избран за лидер на Българската Евролевица /БЕЛ/. На втория конгрес на БЕЛ през юни 2000 г., Александър Томов печели 89% от гласовете на делегатите в открит сблъсък между двете крила. Вътрешната опозиция, подкрепяща неговия опонент Елена Поптодорова, се отцепва и обединява с БСП.
През есента на 1999 г., на конгреса си в Париж, Социалдемократическият интернационал приема Евролевицата за член-наблюдател.
Евролевицата участва в парламентарните избори през юни 2001 г. самостоятелно и през юни 2005 г. в рамките на Коалиция на розата, като междувременно променя името си на Българска социалдемокрация, но не успява да прескочи 4% бариера.
През 1999 г. Александър Томов получава престижната награда „Чърчил“ за приноса си в отношенията между България и Великобритания. През 2000 г. министър-председателят Иван Костов му изказва публична благодарност за съдействието му за позитивната промяна на позицията на Франция, Белгия и др. страни, ръководени от социалдемократически партии, и последвалата отмяна на визовия режим за българските граждани.
На 9 юни 2018 г. Александър Томов, заедно с група професори, учредява НГФ „ЗАЕДНО“.

### Кремиковци
Собственикът на „Кремиковци“АД Прамод Митал включва Александър Томов в Борда на комбината (юни 2007 г.), а през септември го назначава за главен изпълнителен директор на компанията. Под негово ръководство е разработен план за цялостно преструктуриране на комбината и за привличане на нови инвестиции. Същевременно започва конфронтация с престъпни и полупрестъпни групировки, действащи на територията на комбината. За периода, през който Александър Томов е в „Кремиковци“ (2007), комбинатът пряко и косвено дава около 3% от БВП на Р България, заплатите на работниците са увеличени с 30%, а бюджетът получава над 240 млн. лева. Задълженията към НАП в края на 2007 г. са равни на нула, а задълженията към останалите кредитори са намалени общо с 35 млн. лева. В резултат обаче комбинатът е ликвидиран.
През 2009 г. срещу него започва съдебно производство по повдигнати от прокуратурата обвинения за присвояване на големи суми и документни престъпления. Осъден на 9 години затвор от първата съдебна инстанция. През 2016 г. Върховният касационен съд го оправдава напълно, като отбелязва, че ”ако българската прокуратура е взела под внимание всички документи, избрани по време на досъдебното производство, такова обвинение не е трябвало да има“ (2016 г.). Индийският бизнесмен Прамод Митал е задържан от полицията в централата на компания в северната част на Босна и Херцеговина по подозрение в организирана престъпна дейност и злоупотреба със служебно положение, съобщава прокуратурата в балканската република, цитирана от „Ройтерс“ и БТА (на 27 април 2019 г.).

## ЦСКА
В периода декември 2006 – март 2009 г. Александър Томов е председател на надзорния съвет на ЦСКА. Под негово ръководство клубът постига високи успехи – шампионска и суперкупа, и висок точков резултат. По негова инициатива за първи път финансите на клуба са открити, а данъците започват да се изплащат върху целия обем на възнагражденията.